# Zákon na ochranu republiky
Zákon na ochranu republiky (č. 50/1923 Sb. z. a n.) byl přijat v prvorepublikovém Československu v reakci na atentát na Aloise Rašína 5. ledna 1923. Byl připraven již v předchozím roce, ale atentát se stal vhodnou příležitostí ke schválení tohoto zákona. Jednalo se o nejvýznamnější československý trestněprávní předpis, protože chránil základní instituce státu, stejně jako ideje, na kterých byl založen. Zákon se členil na 4 hlavy.

## Obsah zákona

### Hlava I.: Úklady o republiku
Definovala úklady, což byl vždy pokus o násilnou změnu ústavy (zejména co se týče samostatnosti, jednotnosti nebo demokraticko-republikánské formy státu), stejně jako pokus o znemožnění ústavní činnosti prezidenta republiky, jeho náměstka, zákonodárného sboru, vlády nebo guvernéra Podkarpatské Rusi, případně násilný pokus o připojení části území republiky k cizímu státu. Trestné bylo i spolčení s cizí mocí za tímto účelem nebo příprava úkladů. Za úklady hrozil trest těžkého žaláře od pěti do dvaceti let, případně doživotí.
Kromě úkladů ještě definovala ohrožení bezpečnosti republiky, tedy vydání státu v nebezpečí války či napadení cizí mocí, nebo i příprava vnitrostátního ozbrojeného povstání. Trestem mohl být opět těžký žalář, a to v trestní sazbě od půl roku až na doživotí.

### Hlava II.: Poškozování republiky a útoky na ústavní činitele
Obsahovala definice trestných činů prorady (šlo o trestný čin diplomata při jednání s cizí mocí), zrady státního tajemství, vojenské zrady, útoků na ústavní činitele i urážku presidenta republiky (jako objektivní skutek, bez ohledu na pravdivostní hodnotu sdělení). Trestem mohlo být vězení až těžký žalář.

### Hlava III.: Ohrožování míru v republice a vojenské bezpečnosti její
Určovala tresty za trestné činy nedovoleného ozbrojování, rušení obecného míru, výzvy k neplnění zákonných povinností nebo k trestným činům, schvalování trestných činů, státu nepřátelské sdružování, šíření nepravdivých zpráv, návratu členů bývalé panovnické rodiny nebo podpory takového návratu (šlo o členy habsbursko-lotrinského rodu), hrubé neslušnosti, svádění nebo pomáhání k vojenským zločinům nebo nadržování jim, nedovolené najímání vojska, nedovoleného zpravodajství, ohrožování obrany republiky, ohrožování veřejné správy a neodstranění nebo zřízení nedovolených pomníků (protistátních pomníků, či pomníků oslavujících některého člena habsbursko-lotrinského i hohenzollernského rodu).

### Hlava IV.: Závěrečná ustanovení
Zahrnovala zánik trestnosti některých činů prostřednictvím účinné lítosti, stejně jako úpravu stanovení druhu a výměry trestu. Znala nejen trest odnětí svobody ve formě vězení, tuhého vězení, žaláře a těžkého žaláře, ale i náhradní trest na svobodě, peněžitý trest a zabavení majetku, zabrání a propadnutí věci, ztrátu čestných práv občanských, vyhoštění cizinců a zastavení periodického tisku.

## Derogace
Zákon na ochranu republiky byl zrušen pozdějším zákonen na ochranu lidově demokratické republiky (č. 231/1948 Sb.).